# Элкар, Дана
Дана Элкар (англ. Dana Elcar), при рождении Ибсен Дана Элкар (англ. Ibsen Dana Elcar; 10 октября 1927 — 6 июня 2005) — американский кино- и теле- характерный актёр, снявшийся в более чем 40 фильмах и больше всего известный своей ролью с 1980-х по 1990-е в телесериале «Секретный агент Макгайвер» в качестве Питера Торнтона, руководителя вымышленного учреждения Феникс, которое занималось вопросами национальной безопасности. В пилотном эпизоде актёр появился в роли Энди Колсона (совершенно другого персонажа), но позднее стал регулярно сниматься в роли Питера Торнтона, начиная с 11 эпизода первого сезона.

## Биография
Элкар родился в Ферндейле, штат Мичиган, в семье Hedwig и James Aage Elcar, плотника и мясника. Элкар окончил Мичиганский университет и был членом студенческого сообщества Альфа-Тау-Омега. Элкар также был учеником актёра Сэнфорда Мейснера. Он применил эти свои знания, когда в 1986 году вместе с другим характерным актёром Уильямом Лакингом сформировал театральный центра Санта-Паула. Элкар проработал там художественным руководителем шесть лет.
Элкар исполнил вспомогательные роли в фильмах «Good Luck», «Miss Wyckoff», «W.C. Fields and Me», «Афера», «2010: год вступления в контакт», «Весь я», «The Learning Tree», «Herbie the Matchmaker» и «Баретта», где он сыграл инспектора Шиллера, присматривающего за Бареттой. Также у него была второстепенная роль в популярном в 1970-е годы телесериале «Baa Baa Black Sheep». Другой второстепенной ролью было исполнение персонажа шерифа Паттерсона в «Мрачные тени». В 1979 г. сыграл роль директора школы в эротической драме «Удачи, мисс Вайкофф». Он также сыграл роль первого плана в качестве судьи Спенсера в B. J. and the Bear 1979 года и в двух эпизодах "Команды «А» в 1984 и 1985 годах. В 1987 году он сыграл роль первого плана в «Matlock». Также его часто ошибочно принимают за дублёра Дона С. Дэвиса. Также Элкар снимался в культовом сериале «Рыцарь дорог» — в эпизоде «Merchants of Death» 1983 года; в сериале «The Incredible Hulk» — в эпизоде «Escape from Los Santos» 1978 года, когда Баннер находится на пути в Феникс; и в качестве агента KEOS, Крюгера, в двух частях эпизода «And Baby Makes Four» в 1969 году в телесериале «Напряги извилины».
В 1991 году у Элкара обнаружили глаукому. Зрение актёра стремительно ухудшалось, но он продолжал сниматься.
Элкар сыграл слепого персонажа в эпизоде «Волшебный школьный автобус» в сериале «Скорая помощь». Как только ослеп, Элкар решил сыграть Владимира с белой тростью в пьесе «В ожидании Годо». Это было заключением его театральной карьеры и он оставил карьеру в 1992 году.

### Смерть
Элкар умер 6 июня 2005 года. Он скончался в госпитале Community Memorial, г. Вентура, Калифорния из-за осложнений, наступивших вследствие пневмонии в возрасте 77 лет.